# Viviane Morales
Viviane Aleyda Morales Hoyos, née le 17 mars 1962 à Bogota, est une magistrate, femme politique et diplomate colombienne.

## Biographie
De 1994 à 1998, elle est membre de la Chambre des représentants, puis, de 1998 à 2002, du Sénat.
En 2011, elle est élue procureure générale de Colombie par la Cour suprême de justice sur une liste de trois candidats présentée par le président Juan Manuel Santos Calderón, qui comprend également Juan Carlos Esguerra Portocarrero et Carlos Gustavo Arrieta Padilla. Elle prend ses fonctions le 12 janvier et est alors la première femme à occuper cette fonction.
Le 2 mars 2012, elle démissionne quelques jours après que sa nomination ait été invalidée par le Conseil d'État en raison d'irrégularités dans son élection. Sa démission est acceptée le 5 mars 2012 par la Cour suprême.
Elle occupe de nouveau un siège de sénatrice de 2014 à 2018.
Elle est connue en Colombie comme étant l'une des figures opposées au mariage homosexuel, et en particulier à l'adoption d'enfants par des couples homosexuels, en raison de sa foi chrétienne. Viviane Morales est une figure populaire parmi les pentecôtistes et les autres chrétiens protestants de Colombie, car ils représentent 70 à 80 % de sa base électorale.
De 2019 à 2021, elle est ambassadrice de Colombie en France.